# Нижний Зарамаг
Ни́жний Зарама́г (осет. Дæллаг Зæрæмæг) — село в Алагирском районе Республики Северная Осетия-Алания. Административный центр Зарамагского сельского поселения. Код Федеральной налоговой службы 1514.

## Географическое положение
Село расположено на правом берегу реки Адайкомдон, у её впадения в Зарамагское водохранилище. Находится в 52 к югу от районного центра Алагир и в 87 км к юго-западу от Владикавказа.
Расстояние до ближайших селений Верхний Зарамаг 300 м, до селения Сатат — 1,3 км. На противоположном берегу реки Нар расположено село Цми.
Рядом с селением проходит Транскавказская автомагистраль, соединяющая Северную Осетию с Южной.

## История
По историческим преданиям в 1614 году во время вторжения Шаха Аббаса в Осетию, войска сефевидов попытались взять селение, однако из-за сильного сопротивления вынужденны были отступить. В конце XVII века на территории центральной Осетии скрывался грузинский политик Арчил II. В 1682 осетинский старшина Еликанов, защищая детей Арчила разбил войско грузинского феодала Бардзимы в селении Зарамаг.

## Население
| 2002 | 2010 | 2021 |
| ---- | ---- | ---- |
| 10   | ↗11  | →11  |

## Курорт
Рядом с селением находится бальнеологическая курортная местность, расположенная на склонах Скалистого хребта, на высоте около 1700 метров над уровнем моря.
Основной природный лечебный фактор — минеральная вода Зарамагского источника, расположенного у селения Нижний Зарамаг. Вода относится к углекислым гидрокарбонатно-хлоридным натриевым борным с минерализацией около 6 г/л и содержанием углекислого газа 1,2 г/л. Дебит источника около 4 тыс. л/сутки.
Близ селения Нижний Зарамаг на берегу реки Адайкомдон находится турбаза «Зарамаг» на 450 мест, функционирующая с июня по сентябрь.

## Религия
- Церковь Святого Михаила Архангела

## Известные уроженцы
- Кайтмазов Асламурза Бекмурзаевич (1866—1925) — осетинский писатель, поэт и переводчик.
- Магкаев Зураб — глава посольства осетинских старшин к императрице Елизавете Петровне для подписания договора о присоединении Осетии к России в 1749 год
- Георгий Иванович Хетагуров-генерал армии, герой Советского Союза

## Топографические карты
- Лист карты K-38-40 Верх. Згид. Масштаб: 1 : 100 000. Состояние местности на 1984 год. Издание 1988 г.